# Montea
Montea è una delle cime più alte dell'Appennino Calabro e del Parco nazionale del Pollino. Sorge nel territorio di Sant'Agata di Esaro e raggiunge i 1.825 metri s.l.m. Montea inoltre è formata da più cime. Inoltre su essa è possibile ammirare il famosissimo dito del diavolo di origine calcarea.